# مدرم الرقابة (أسلم)

تعديل مصدري - تعديل

مدرم الرقابة هي إحدى قرى عزلة أسلم الوسط بمديرية أسلم التابعة لمحافظة حجة، بلغ تعداد سكانها 191 نسمة حسب تعداد اليمن لعام 2004.